# Ufficio Centrale del Reich per la lotta allo ziganismo
L'Ufficio centrale del Reich per la lotta allo ziganismo deriva dal primo Servizio di intelligence della Polizia di sicurezza relativo agli zingari (in tedesco: Nachrichtendienst für die Sicherheitspolizei in Bezug auf Zigeuner), noto in breve come Centro zingari (in tedesco: Zigeunerzentrale) fondato nel 1899 a Monaco di Baviera. Questo primo servizio di intelligence fece da modello per gli altri "centri zingari" nazionali e internazionali.
Durante gli anni della Repubblica di Weimar fu finanziato e utilizzato da tutti gli Stati tedeschi: il suo compito consisteva nel controllare un'ipotetica "peste zingara" con l'aiuto della polizia, soprattutto attraverso la creazione di un database di individui con la registrazione degli "zingari" e dei "nomadi" in uno schedario centrale, cosa che portò ad equipararli ai criminali seriali.
Con il nazionalsocialismo al potere, il Centro zingari fu gradualmente trasformato in "Ufficio centrale del Reich per la lotta allo ziganismo" sulla base dei decreti del 1936 e del 1938 in materia di riorganizzazione della polizia criminale del Reich. L'ufficio fu trasferito a Berlino nel neonato Ufficio di Polizia criminale del Reich (in tedesco: Reichskriminalpolizeiamt, RKPA), che a sua volta costituì l'Ufficio V dell'Ufficio centrale per la Sicurezza del Reich (RSHA). Insieme al Centro ricerche per l'igiene e la razza (RHF), l'Ufficio centrale del Reich organizzò la registrazione e le deportazioni, che sfociarono nei Porrajmos, oltre al servizio di identificazione e all'organizzazione delle informazioni individuali.
Il cosiddetto "Centro zingari" fu ricostituito a Monaco di Baviera nel 1946, in continuità con l'Ufficio centrale del Reich sia in termini di personale che di registri, e in seguito fu chiamato eufemisticamente Landfahrerstelle (Ufficio dei viaggiatori), anch'esso derivato dalla terminologia nazista. Ora faceva parte dell'Ufficio statale bavarese per le indagini criminali; negli anni '70 fu sciolto per incostituzionalità. Gli archivi personali raccolti furono consegnati agli ziganologi che si riconoscono nella tradizione della RHF.

## Fondazione del Centro zingari nel 1899

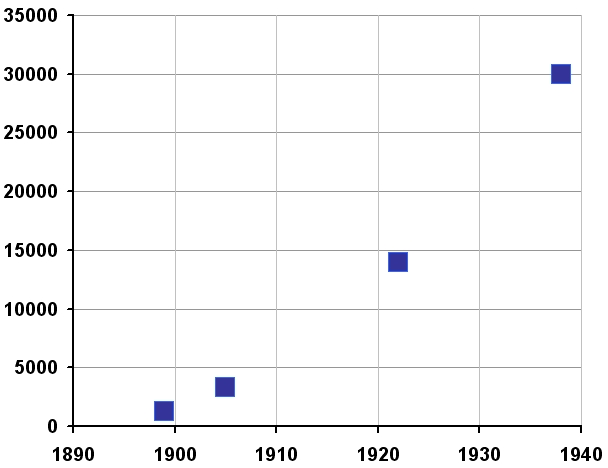
Numero di "zingari" registrati dal Centro zingaro di Monaco nel 1899, 1905 ("Libro degli zingari"), 1925, 1938 (prima del trasferimento a Berlino).

Il 28 marzo 1899 nacque a Monaco di Baviera il "Servizio di intelligence per la polizia di sicurezza in relazione agli zingari", in breve "Centro zingaro", sotto la guida dell'avvocato e funzionario di polizia Alfred Dillmann. La fondazione fu preceduta da intensi dibattiti politici sulle varie scelte da fare per combattere la "peste zingara".
Angelika Albrecht, che ha analizzato la percezione e la lotta della polizia contro la "peste zingara" in Baviera dal 1871 al 1914, è giunta alla conclusione che, stando ai rapporti di polizia e statistiche sulla criminalità, l'idea di una "inondazione" di "zingari" era infondata, contrariamente alla percezione contemporanea, anche per i pregiudizi stereotipati: ad esempio, la teoria di incendi spesso appiccati da "zingari", diffusa anche tra le autorità dell'epoca, non aveva alcun fondamento. Dal 1871 al 1914 in Baviera vi fu un solo processo contro gli "zingari" con l'accusa di incendio doloso.
L'obiettivo principale del Centro fu la creazione di un registro degli zingari di età superiore ai sei anni. Ogni individuo "zingaro" doveva essere segnalato dalle autorità regionali via telefono o telegrafo, per fornire le seguenti informazioni:
2. documenti di legittimazione in base al contenuto, alla data e alla produzione, con particolare attenzione a eventuali note emesse o prorogate dalle autorità bavaresi;

3. cavalli e altri animali, carri e altri oggetti trasportati degni di nota;

4. origine e direzione del viaggio;

5. misure adottate dalla polizia e indagini penali avviate;

6. indicazione dei motivi per i quali non sono stati presi provvedimenti in conformità alle risoluzioni citate.
Risoluzione del Ministero degli Interni della Baviera del 28 marzo 1899.»
L'ultimo punto dimostra la pressione ritenuta necessaria verso le autorità regionali per fare in modo che rispettassero gli ordini: si sperava che i funzionari preferissero reprimere gli "zingari" piuttosto che rilasciare spiegazioni scritte per il mancato intervento. Inoltre, il Centro doveva essere informato di eventuali sentenze e pene detentive, nonché dell'esecuzione di tali sentenze. Se uno "zingaro" era sospettato di qualcosa, l'eventuale sospensione della pena veniva revocata; il principio guida della polizia era la punizione ad ogni costo, con l'obiettivo di discriminare, stigmatizzare e criminalizzare le persone colpite, come commenta Reiner Hehemann. Quando fu fondato il Centro zingari, tutti gli uffici distrettuali dovettero inviare a Monaco di Baviera una panoramica dei loro fascicoli sugli "zingari". In base di questa raccolta di dati fu possibile determinare che nel 1899 in Baviera vivevano solo 1.242 "zingari".
La prassi imposta dall'Ufficio portò la polizia ad equiparare nel lavoro quotidiano gli "zingari" e le "persone che si muovono alla maniera degli zingari" ai criminali seriali. Tra il 1900 e il 1933 in Germania furono emessi circa 150 decreti speciali contro gli "zingari", il che fornì sufficiente spazio per ulteriori criminalizzazioni.

### Il "Libro degli zingari" di Dillmann del 1905

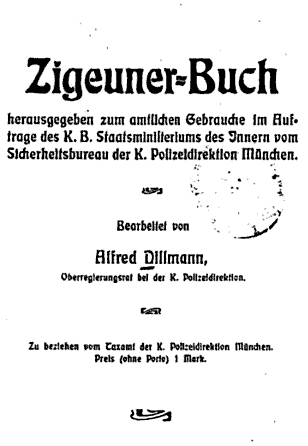
Frontespizio del "Libro degli zingari" di Alfred Dillmann (1905).

Nel 1905 Dillmann compilò il "Libro degli zingari" a partire dall'indice delle schede con i dettagli dei profili individuali di 3.350 persone. Oltre all'introduzione alla "peste zingara", per le autorità fu di particolare interesse la sezione sulle singole persone, con tanto di fotografie.
Il libro è stato distribuito in 7.000 copie, inviato alle autorità bavaresi e non. Anche dopo la pubblicazione, i materiali del Centro zingaro continuarono ad arricchirsi e furono resi accessibili. Dal 14 aprile 1911, per decreto, si dovettero registrare e inviare all'Ufficio centrale anche le impronte digitali di tutti gli "zingari" dell'intero Stato. Dal 21 aprile 1913 gli uffici anagrafe dovettero segnalare nascite, matrimoni e decessi. Dopo la prima guerra mondiale il Libro degli zingari diventò obsoleto e adatto solo per un uso limitato. Nel 1925 l'idea di aggiornare il testo come un periodico annuale fu abbandonata.
Al processo ai dottori di Norimberga alcuni estratti del "Libro degli zingari" furono presentati come prove.

### La "Conferenza degli zingari" di Monaco del 1911
L'unica regolamentazione esistente a livello nazionale fu d'intralcio, e la conferenza tenuta a Monaco il 18 e 19 dicembre 1911 risolte il problema: i delegati dei governi di Baviera, Prussia, Sassonia, Württemberg, Baden, Assia e Alsazia-Lorena votarono all'unanimità a favore dell'istituzione dei servizi segreti per gli zingari. Il tentativo di creare un quartier generale incontrò le preoccupazioni della Prussia, che temeva ingenti spese e scarsa efficacia, e non riteneva la Baviera, che aveva un proprio quartier generale attivo, migliore degli altri Stati che ne erano sprovvisti; Monaco rimase o comunque fu considerata il "quartier generale del Reich" non ufficiale.
Vi era un chiaro disaccordo su chi considerare "zingaro": da un lato, le autorità non volevano limitare il campo d'azione da una definizione troppo stringente di "zingaro", dall'altro non volevano includere persone "innocue". Si giunse ad un compromesso definendo due vaghe categorie: gli "zingari"  e le persone "simili agli zingari". Il problema delle deportazioni permanenti dalle rispettive giurisdizioni fu discusso ma non risolto: gli zingari dovevano essere deportati nello Stato di cui erano cittadini. I rappresentanti prussiani si opposero alla naturalizzazione degli "zingari" apolidi se non a determinate condizioni. L'Alsazia-Lorena propose di deportare gli "zingari" nelle colonie. Theodor Harster presentò la possibilità di sfruttare la dattiloscopia.
La Baviera diede seguito alla conferenza con un memorandum contenente una descrizione completa degli obiettivi e dei compiti dei centri per zingari. I successivi negoziati per uniformare l'approccio fallirono a causa del particolarismo degli Stati federali. Vi fu un intenso scambio di dati personali con gli altri centri zingari, ad esempio con il centro in Svizzera già dal 1910.

## Dal primo dopoguerra alla Repubblica di Weimar (1918-1933)

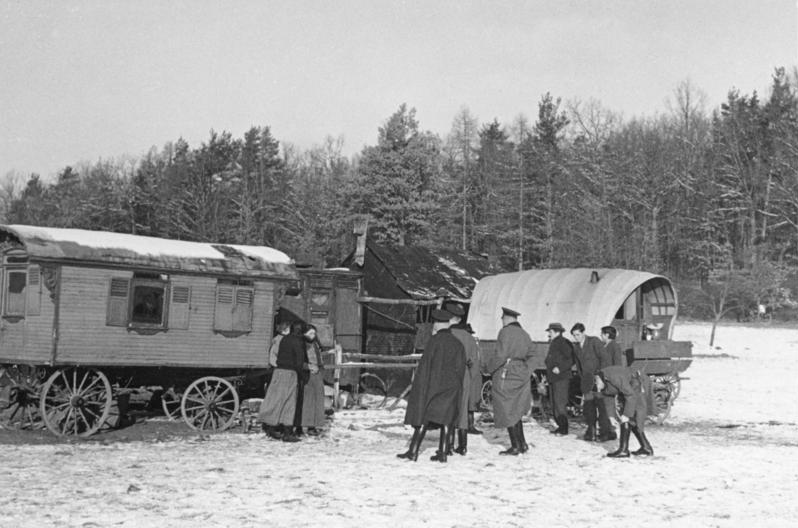
La polizia effettua una retata a Renningen nell'inverno 1937-1938.

Il Centro zingari poté funzionare per un breve periodo: il 29 aprile 1919, durante il periodo della Repubblica Bavarese dei Consigli, gli archivi furono bruciati dai rivoluzionari insieme a quelli della polizia politica. Soppressa la rivolta, riprese l'attività e fu di nuovo operativo nel 1922.
Il Centro di Monaco ricominciò le consultazioni non più a livello di governo ma di polizia; la sede di Monaco era utilizzata e finanziata da tutti gli Stati tedeschi. Durante il periodo della Repubblica di Weimar non esisteva un ufficio del Reich, così come non esistevano forze di polizia del Reich: entrambi furono introdotti solo dallo Stato nazista. Nel 1925, a Monaco erano conservati 14.000 fascicoli di persone e famiglie tedesche.

## L'Ufficio Centrale del Reich per la lotta allo ziganismo (1936-1945)

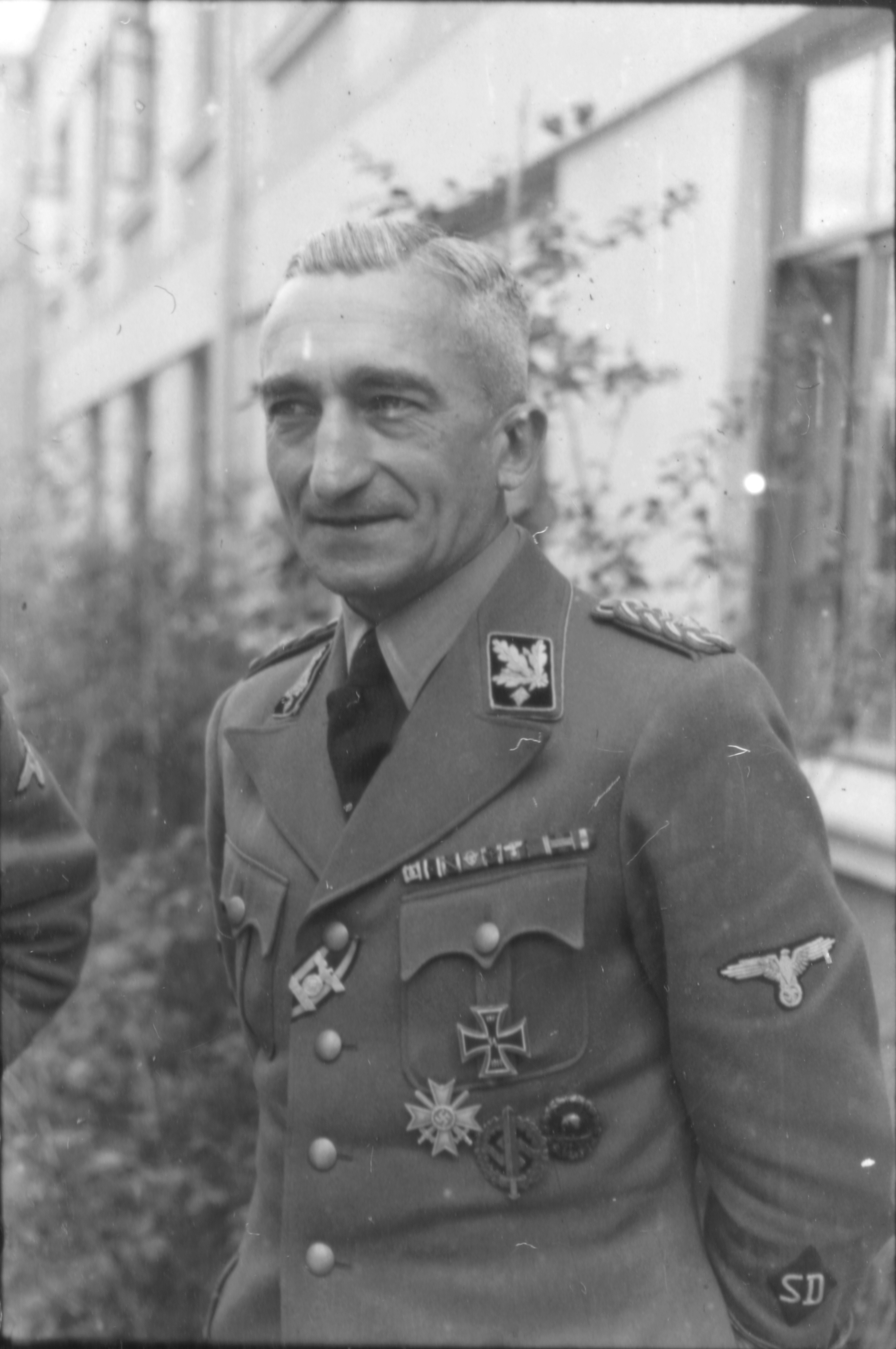
Arthur Nebe, capo dell'Ufficio di Polizia Criminale del Reich, ordinò le deportazioni di massa di "zingari" e li propose come "volontari" per gli esperimenti medici.

La coesistenza di leggi nazionali e di ordinanze regionali e locali fu gradualmente superata dallo Stato nazista attraverso la centralizzazione, promossa, tra gli altri, da Karl Zindel, capo dipartimento dell'Ufficio principale della Sicherheitspolizei dal 1936 e dell'IKPK dal 1940. Nel 1936 "pensò alla struttura della legge sugli zingari del Reich" e all'unificazione della registrazione, identificazione e schedatura. Durante la prima fase trasferì la competenza nazionale della corrispondenza con il "Registro degli zingari" internazionale dell'IKPK a Monaco di Baviera come "Ufficio centrale".
Con l'avvento del nazionalsocialismo fu avviata la centralizzazione con il decreto sulla riorganizzazione della polizia criminale del Reich del 20 settembre 1936, il quale abolì l'indipendenza organizzativa delle polizie criminali regionali e istituì l'Ufficio di polizia criminale del Reich, nel quale venne incorporato un "Centro del Reich per la lotta allo ziganismo". Un decreto speciale del 16 maggio 1938 sancì il trasferimento presso la sede di Monaco, i cui archivi fungevano da banca dati nazionale già dal 1936. Nel 1938 videro la luce oltre 17.000 archivi in cui erano registrate 30.903 persone.
Con il decreto di Heinrich Himmler del 27 settembre 1939 l'Ufficio di polizia criminale del Reich, diretto da Arthur Nebe, divenne l'Ufficio V dello RSHA. Le innovazioni prevedevano anche una struttura gerarchica composta dal quartier generale del Reich e da 21 uffici di polizia ubicati a Königsberg, Praga, Vienna, Monaco e Amburgo, ai quali erano subordinati gli uffici di polizia delle singole città. Dal 1942 il Centro fece parte del Dipartimento VA2b della RKPA: V A stava per "politica criminale e prevenzione", 2 per "prevenzione" e b per "asociali, prostitute, zingari"; VA2b5 fu il codice del quartier generale del Reich.
I pochi fascicoli personali sopravvissuti (e accessibili) mostrano come i compiti quotidiani dell'Ufficio centrale, cioè la raccolta delle informazioni personali, comune anche prima del 1933, si trasformarono senza soluzione di continuità in azioni tipiche dello Stato nazista, come ad esempio sterilizzazioni "volontarie", aborti "volontari", lavori forzati, privazione di vari diritti, detenzione preventiva e persino invio nei campi di concentramento.
Il 20 giugno 1941, il Ministero degli interni del Reich ingiunse agli uffici anagrafici di esaminare con particolare attenzione le richieste di licenza di matrimonio se esisteva il sospetto di una "influenza di sangue zingaro". Il 1º agosto 1941 lo RSHA rese noto che nel caso i dipartimenti locali di investigazione criminale non disponessero di certificati razziali, la RKPA o l'Ufficio centrale del Reich per la lotta allo ziganismo avrebbero fornito le informazioni in merito agli uffici anagrafici che ne avessero fatto richiesta.

### Deportazioni di massa
Oltre a fornire i dati personali e a impartire gli ordini, l'Ufficio centrale del Reich si occupò anche dell'organizzazione delle deportazioni di massa: ad esempio, a maggio del 1940 furono deportati circa 2.500 "zingari" dall'ovest del Reich. Josef Eichberger ne fu il diretto responsabile in uno dei tre punti di raccolta, la fortezza di Hohenasperg. La compilazione delle liste era affidata alle autorità di polizia locali. Un rappresentante del quartier generale del Reich preparò anche la deportazione di 6.000 "zingari" dall'Austria prevista per la primavera del 1940. Il superiore di Eichberger, Nebe, cercò di ottenere una deportazione di massa degli "zingari" di Berlino nel 1939, telegrafando ad Eichmann a Vienna "quando posso inviare gli zingari di Berlino". Eichmann suggerì: "Per quanto riguarda la deportazione degli zingari, siamo informati che il primo trasporto di ebrei partirà da Vienna venerdì 20 ottobre 1939. A questo trasporto possono essere aggregati tre o quattro vagoni di zingari".
Il regolamento che interpretava il decreto Auschwitz del 16 dicembre 1942, sotto forma di lettera esplicita del 29 gennaio 1943, comprendeva anche l'istruzione per le autorità di polizia locali di inviare un modulo e una scheda relativa a ogni prigioniero all'ufficio del comandante ad Auschwitz, nonché una copia alla sede centrale del Reich. All'arrivo al campo zingari di Auschwitz, il documento andava presentato al quartier generale che aveva ordinato l'ammissione. I rapporti di morte dal campo di concentramento di Auschwitz venivano inviati tramite il quartier generale del Reich agli uffici regionali subordinati, che a loro volta dovevano poi informare i parenti. Ad esempio, Eichberger segnalò la morte di A. alla polizia di Duisburg il 15 dicembre 1943. Poiché nel 1938 gli "zingari" erano stati "bloccati", cioè non potevano cambiare il luogo di residenza, si può concludere che questa segnalazione non riguardava certo una partenza volontaria.

## Il ripristino comeLandfahrerstellea Monaco (dal 1946)
Nel 1945 l'Ufficio del Governo militare per la Germania (USA) (OMGUS; in inglese Office of Military Government for Germany (U.S.), in tedesco Amt der Militärregierung für Deutschland (Vereinigte Staaten)) sciolse le organizzazioni di polizia tedesche, e le loro funzioni furono provvisoriamente assunte dalla polizia militare americana. In seguito a una direttiva delle autorità di occupazione del 24 aprile 1946, Michael Freiherr von Godin ricostituì la polizia statale bavarese.
Già nel maggio 1946 il "Centro di informazione sugli zingari" (abbreviato "Polizia degli zingari") fu ricostituito all'interno dell'Ufficio dello Stato per il riconoscimento. Tra il 1947 e il 1951, quando l'antiziganismo apertamente razzista fu percepito per un breve periodo come illegittimo, fu rinominato in "Centro di intelligence e di raccolta di informazioni sui nomadi" e si basò nuovamente presso la Direzione della Polizia di Monaco.
Josef Eichberger divenne capo dell'Ufficio di Monaco alla fine degli anni '40 o all'inizio degli anni '50. Un ruolo equivalente nella polizia dello Stato nazista era stato ricoperto anche da altri "esperti di zingari" dell'Ufficio, come ad esempio Karl-Wilhelm Supp e Rudolf Uschold.
Con la fondazione della Repubblica Federale Tedesca nel 1949 furono abolite le restrizioni alleate, compresa l'abrogazione della "legge sugli zingari" del 1926. I ministeri degli Interni tedeschi si attivarono per istituire un "Centro federale per la lotta ai nomadi criminali", nonché un "Servizio di intelligence e un Ufficio centrale di registrazione".
Nel maggio 1949 gli archivi della Landfahrerstelle furono arricchiti da quelli della Centro ricerche per l'igiene e la razza (Rassenhygienische Forschungsstelle, RHF). Eva Justin, ex dipendente della RHF, consegnò a Uschold 40 fascicoli contenenti genealogie, schedari, foto, ecc. Nel 1951 Uschold chiese l'istutuzione di un centro nazionale della nuova polizia per combattere efficacemente il "Landfahrerunwesen". Il 22 dicembre 1953, la Landfahrerzentrale ricevette una nuova base giuridica per la sua speciale registrazione razziale con la nuova ordinanza sui Landfahrer (nomadi), che era essenzialmente simile alla precedente legge sugli zingari del 1926. Il centro di Monaco divenne di fatto il centro federale, al quale tutti gli Stati federali trasmettevano i dati. Gli archivi nazisti venivano utilizzati per le normali informazioni personali della Landfahrerstelle. Ad esempio, nell'ottobre 1956 Hans Eller inviò alla polizia di Amburgo una copia di un "rapporto razziale" redatto nel 1941 per "l'identificazione personale", affermando che la persona in questione aveva "alcune caratteristiche razziali in comune con gli ebrei", oppure tale Geyer informò che una persona era "di origine zingara dal 1939", definendola "un bastardo zingaro" forte di un rapporto del Centro di ricerca sull'igiene razziale di Berlino del 12 dicembre 1941.
I fascicoli si erano conservati anche nei centri zingari subordinati di altri Paesi; venivano copiati, scambiati e confrontati attraverso i centri zingari degli uffici statali di investigazione criminale. Venivano diffusi anche elenchi con i numeri dei campi di concentramento.
Nel 1950, oltre al Centro di Monaco, si affermarono altri "centri di eccellenza". Il 22 febbraio 1950 i ministeri delle finanze della Germania federale emanarono la "Circolare E 19 alle autorità preposte ai risarcimenti": "L'esame dell'ammissibilità del risarcimento a favore di zingari e bastardi zingari in conformità alle disposizioni della legge sul risarcimento ha portato alla conclusione che il suddetto gruppo di persone non è stato perseguitato e imprigionato prevalentemente per motivi razziali". L'Ufficio centrale di polizia per l'identificazione criminale e la statistica di Monaco di Baviera, ovvero la Landfahrerstelle, era stato incaricato come uno dei numerosi organi investigativi regionali a prendere decisioni preliminari nei procedimenti di risarcimento.
La Landfahrerstelle sostenne lo ziganologo Hermann Arnold, che seguì l'opera di Robert Ritter, prestandogli, tra l'altro, gli alberi genealogici a partire dagli anni Cinquanta. Nel 1960 i fascicoli furono nuovamente consegnati al privato Arnold con l'approvazione del Ministero degli interni bavarese. Quest'ultimo aveva dichiarato che dal 1947 era impegnato in studi socio-biologici, in particolare sugli "zingari". Arnold a sua volta mise a disposizione delle autorità di polizia le copie dei fascicoli. La Landfahrerstelle della polizia di Monaco fu ufficialmente sciolta nel 1970, e anche la Landfahrerverordnung fu abrogata nel 1970.
Dopo il 1945 la registrazione di sinti e rom fu ristabilita con il "Centro bavarese dei nomadi". Il suo iniziatore, Hans Eller, fu coinvolto nella deportazione dei sinti e rom bavaresi ad Auschwitz. Anche l'ispettore investigativo bavarese Karl Wilhelm Supp fu coinvolto nel genocidio fino al 1945; poi diventò capo del dipartimento di ricerca e i suoi risultati continuarono a essere conservati e utilizzati. Fino al 1998 le "persone di tipo sinti e rom" venivano registrate dalle autorità separatamente per "motivi puramente di polizia", e questa attività non era "contraria allo stato di diritto né razzista", come affermò Hermann Regensburger, responsabile del Ministero degli interni. Nell'ottobre 2001, più di cento anni dopo la fondazione del "Servizio di informazione sugli zingari", la registrazione etnica speciale dei rom è stata ufficialmente interrotta.

### La Baviera come modello: altri centri zingari nazionali e internazionali

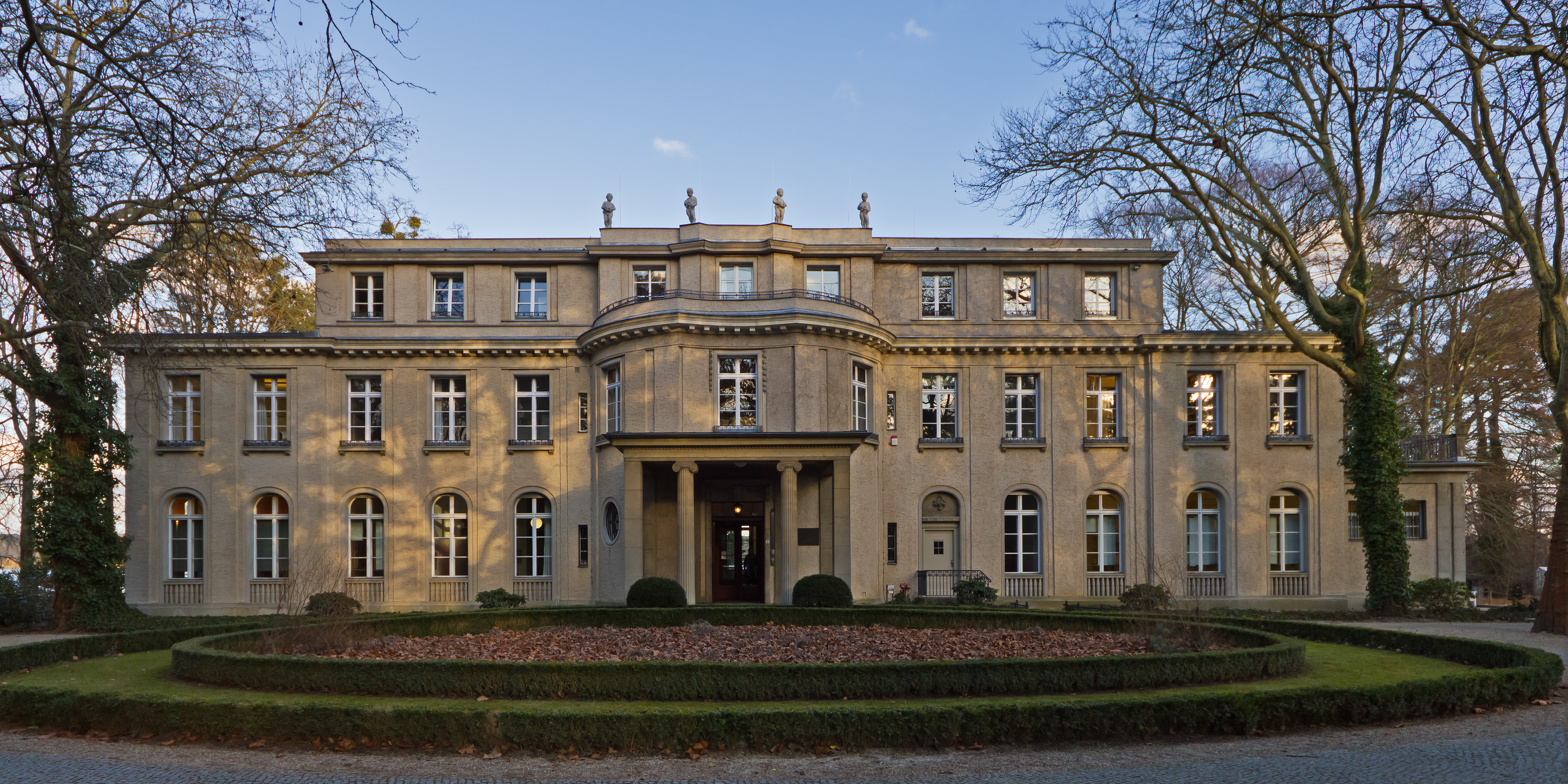
Una delle due sedi dell'Organizzazione Internazionale di Polizia Criminale (ICPOL) a Berlino dopo il 1938: la villa della Conferenza di Wannsee. Il registro degli zingari dell'ICPOL era stato trasferito a Berlino; Reinhard Heydrich era il capo dell'ICPOL.

Il "Centro zingaro" di Monaco di Baviera del 1899 fu il modello per la creazione di centri simili in altri Paesi e Stati. Per citare solo alcuni esempi: In Sassonia la direzione della polizia di Dresda raccoglieva dati personali, impronte digitali e fotografie dal 1908. La Svizzera creò un registro degli zingari nel 1909 sul modello di Monaco di Baviera. Anche il Baden aveva a Karlsruhe un proprio ufficio di intelligence che collaborò strettamente con Monaco a partire dal 1922.
I funzionari potevano essere scettici e astenersi dal creare nuovi centri, come nel caso del presidente del distretto di Arnsberg o dell'amministratore del distretto di Siegen: entrambi ritennero che lo sforzo richiesto fosse troppo importante e che le norme esistenti fossero sufficienti.
In occasione di una riunione a Roma nel 1932, l'Organizzazione Internazionale di Polizia Criminale (ICPOL), predecessora dell'Interpol, decise di istituire a Vienna un "ufficio centrale internazionale per la lotta allo ziganismo", che avrebbe raccolto dati personali, impronte digitali e fotografie, nonché alberi genealogici, con l'obiettivo di facilitare lo scambio di informazioni sulle persone tra gli Stati.
Con l'annessione dell'Austria il 12 marzo 1938, anche la sede di Vienna passò sotto il controllo dei nazionalsocialisti e l'ICPOL fu spostato a Berlino sotto la guida di Reinhard Heydrich. Tra i materiali trasferiti c'era il Registro internazionale degli zingari, che, come altri fascicoli, fu utilizzato dallo RSHA per i propri scopi.
L'istituzione di nuovi centri zingari in Germania può essere fatta risalire agli anni '60; ad esempio, nell'aprile 1962 l'Ufficio di Polizia criminale del Nord Reno-Westfalia annunciò l'istituzione di un centro zingaro, che nel novembre dello stesso anno aveva già registrato 2.662 persone e 897 veicoli a motore.

### Trattamento degli autori di crimini nazisti
Nella maggior parte dei casi gli organizzatori delle deportazioni non subirono una condanna o pena seppur minime.

## Memoriale
Nelle immediate vicinanze della sede della polizia di Monaco, all'angolo tra Neuhauser Straße e Ettstraße, il luogo della cattura e dell'arresto, doveva sorgere un monumento commemorativo, ma il Ministero degli interni bavarese non approvò mai la costruzione.

### Pubblicazioni dei "Centri zingari"
- Alfred Dillmann: Zigeuner-Buch. herausgegeben zum amtlichen Gebrauche im Auftrage des K.B. Staatsministeriums des Innern vom Sicherheitsbureau der K. Polizeidirektion München, Dr. Wild’sche Buchdruckerei: München 1905.
- Hermann Aichele: Die Zigeunerfrage mit besonderer Berücksichtigung Württembergs. Stuttgart 1911.
- Rudolf Uschold: Das Zigeunerproblem. In: Die Neue Polizei. 1951, S. 38–40.
- Hanns Eller: Die Zigeuner – ein Problem. In: Kriminalistik. Band 8, 1954, S. 124ff.
- Georg Geyer: Das Landfahrerwesen – polizeilich gesehen. In: Die Neue Polizei. 1957, S. 6ff.